# Vodilno število
Vodílno števílo je merska enota za moč fotografskih bliskavic. 
Vodilno število nam pove, koliko svetlobe mora priti iz bliskavice, da bo fotografirani predmet še pravilno osvetljen. Odvisno je od razdalje do predmeta in od odprtosti zaslonke.
Okrajšava za vodilo število je običajno "GN" (iz angleškega izraza guide number).

## Vrednost
Matematična formula za izračun vodilnega števila je:
vodilno število = odprtost zaslonke x razdalja do objekta.
Če je, na primer, vodilno število bliskavice 80 pri ISO 100, to pomeni, da bo 20 metrov oddaljen objekt pravilno osvetljen pri zaslonki f/4 (80 = 20 × 4) in ISO 100. Za isto vodilno število in zaslonko, nastavljeno na vrednost f/8, bi morala biti bliskavica od objekta oddaljena 10 metrov (80 = 10 × 8).